# Värmlandsgatan
Värmlandsgatan är en gata i stadsdelarna Masthugget och Olivedal i Göteborg. Den är cirka 440 meter lång och sträcker sig från Andréegatan till Vegagatan/Plantagegatan.

## Historia
Gatan fick sitt namn år 1883 efter landskapet Värmland. Masthugget hade anknytning till Värmland genom att det från kajerna i stadsdelen skeppades ut järn från bruken i Värmland. Järnet skeppades med skutor via Vänern och Göta älv till Göteborg.
Gatan hade ursprungligen den preliminära beteckningen Tredje Tvärgatan, då den var en tvärgata till Långgatorna.

## Bilder

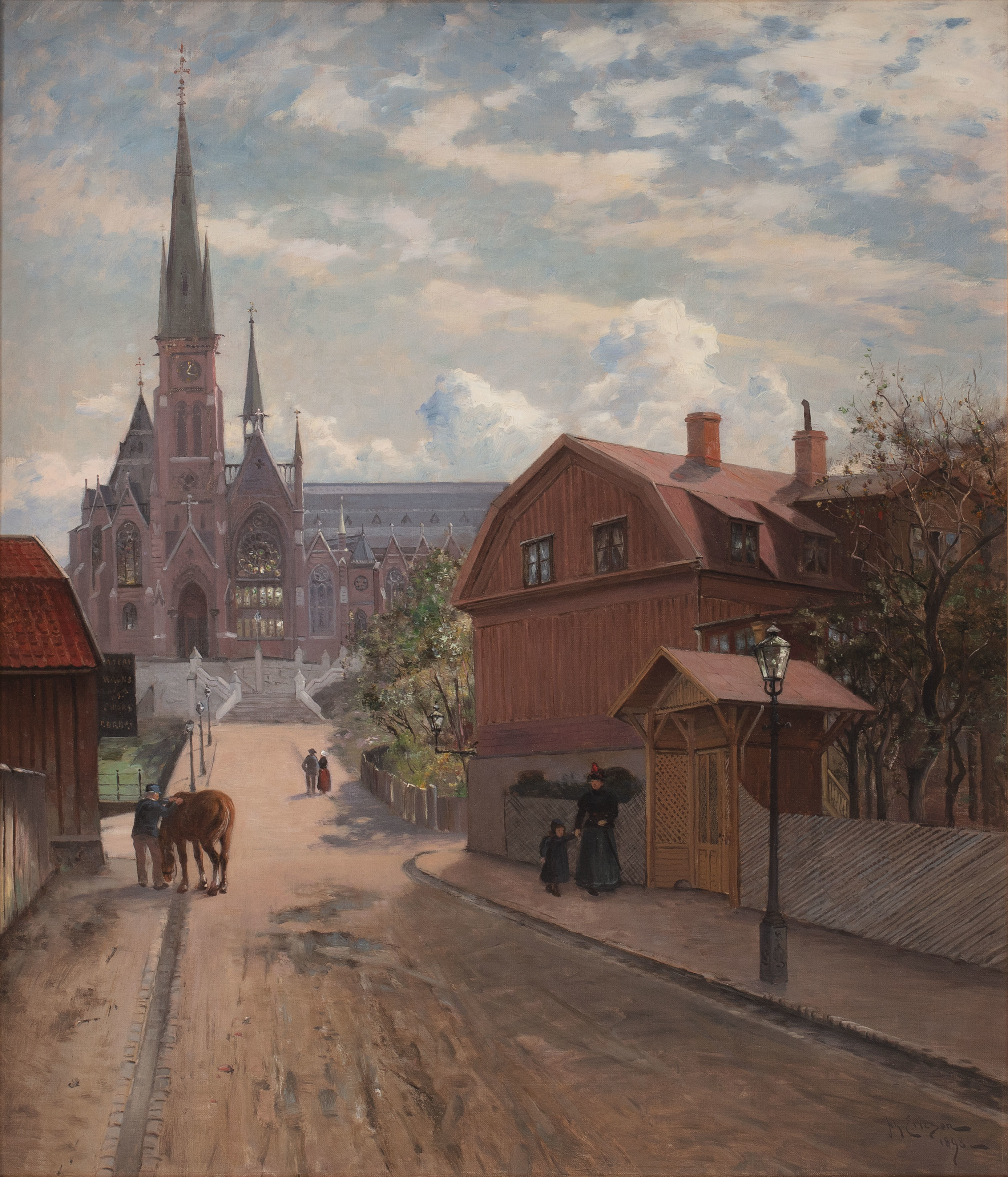
Gatan med Oscar Fredriks kyrka i fonden, målad i olja 1898 av Johan Ericson.